# Shriman Satyawadi
Shriman Satyawadi ist ein Hindi-Film aus dem Jahr 1960. Raj Kapoor ist in dem sozialen Drama als ehrlicher Mann zu sehen, der nur allzu gut zu spüren bekommt, wie schwierig es ist, sich in einer verlogenen Welt zu behaupten.

## Handlung
Der kleine Vijaykumar lebt mit seinem kranken und verwitweten Vater Mohanlal unter ärmlichen Verhältnissen. Als ehrlicher Ladenbesitzer verdient er das nötige Kleingeld, um sich und seinen Sohn zu versorgen. Dies passt dem Nachbar und Konkurrent Lalachand überhaupt nicht. Eines Tages versteckt er Kokain in Mohanlals Laden und alarmiert die Polizei. Nachdem die Polizei fündig wird, wollen sie Mohanlal, der stets ehrlich ist, abführen. Doch der kranke Mann verkraftet dies nicht und stirbt an Herzversagen.
Traurig über den Tod des Vaters hat Vijay die Worte seines Vaters nie vergessen und ist bei dem Doktor seines Vaters zu einem ehrlichen Mann aufgewachsen. Nach seinem Collegeabschluss findet er einen Job in der Werbeabteilung des reichen Champalal und seiner Tochter Geeta, die für diese Abteilung verantwortlich ist. Außerdem trifft er auf Kishore, Lalachands Sohn, der Vijay schon während der gemeinsamen Schulzeit nicht ausstehen konnte.
Während Vijay und Kishore um Geetas Herz kämpfen, will Lalachand sein Vermögen vergrößern. Er macht den unwissenden Champalal zu seinem Investor und stellt ungeteste Hautcremes und unechte Schmerztabletten her.
Um Geeta mit schnellem Erfolg zu beeindrucken, will Kishore die Hautcreme vermarkten, ohne die Testberichte abzuwarten. Allerdings kommen schon die ersten Kunden mit ihren Beschwerden. Auch der Herausgeber einer lokalen Zeitung, Moni Chatterjee, ist anwesend und interviewt Vijay. Dieser bestätigt, dass die Hautcreme bereits vor Abwarten des Testberichts in den Markt eingeführt wurde.
Nachdem der Artikel in der Zeitung erschienen ist und weil dies eine schlechte Publicity für Champalals Firma darstellt, wird Vijay von ihm zur Rede gestellt. Da Vijay beschuldigt wird, die Wahrheit gesagt zu haben, kündigt Vijay seinen Job, da dies sonst gegen seine Prinzipien verstoßen würde. Sehr zum Ärgernis von Geeta, die sich bereits in den ehrlichen Mann verliebt hat.
Schnell findet Vijay einen Job bei Moni Chatterjee, der von seiner Ehrlichkeit beeindruckt war. Aufgrund seiner aufrichtigen Berichte wird Vijay sehr beliebt, so dass sich eines Tages ein hilfloser blinder Mann an ihn wendet. Er behaupte, sein Kind sei aufgrund einer Schmerztablette verstorben. Vijay geht der Sache auf den Grund. Seine Spur führt ihn letztendlich zu Lalachand, der mit dem Tod droht, falls je ein Artikel über die giftigen Schmerztabletten erscheinen sollte. Doch Vijay verspürt keine Angst vor der Wahrheit und gerät in einige Turbulenzen. Schließlich siegt die Wahrheit und Lalachand wird abgeführt, während Champalal sich bei Vijay entschuldigt. Auch Vijays Liebe zu Geeta findet ein Happy End.

## Musik
| Songtitel                 | Sänger/in                                |
| ------------------------- | ---------------------------------------- |
| Haal-E-Dil Hamara         | Mukesh                                   |
| Bheegi Hawaon Mein        | Manna Dey, Suman Kalyanpur               |
| Rut Albeli Mast Sama      | Mukesh                                   |
| Rang Rangili Botal Ka     | Mohammad Rafi                            |
| Kyun Uda Jata Hai Aanchal | Suman Kalyanpur                          |
| Ek Baat Kahoon Vallah     | Mukesh, Suman Kalyanpur, Mahendra Kapoor |
| Ae Dil Dekhe Hai Humne    | Mukesh                                   |